# Mascarpone
Mascarpone is een soort kaas, die voor het eerst voorkwam rond 1600 in Lombardije. Mascarpone wordt gemaakt van lichte room (25 % botervet) die door de toevoeging van wijnsteenzuur een dik, rijk, romig en smeerbaar product wordt.
Het kan met of zonder toegevoegde suiker worden gebruikt. Het is waarschijnlijk het bekendst als ingrediënt in tiramisù. Het wordt vaak gebruikt in plaats van boter om risotto dik te maken en te verrijken.

## Bereidingswijze
Ingrediënten:
- één liter lichte room (de lichte room kan tussen 18 en 30 % botervet bevatten. In het ideale geval zou dit ongeveer 25 % botervet moeten zijn.)
- ¼ theelepeltje wijnsteenzuur.

Materiaal: Eventueel roestvrijstalen dubbele boiler met deksel (anders au bain-marie), een steriele zakdoek, deze wordt gesteriliseerd door te koken en al hangende grondig te drogen, 1 literkom om de wei te vangen.

## Procedure
1. Verwarm de room au bain-marie tot 85 °C.
2. Los ¼ theelepeltje van wijnsteenzuur in 2 eetlepels water op.
3. Roer het opgeloste wijnsteenzuur in de hete room, goed roeren.  Het zou bijna onmiddellijk moeten beginnen dik te worden. Handhaaf de 85 °C vijf minuten, zo nu en dan roeren.
4. Zet het ongeveer 12 uur in de koelkast, in de roestvrijstalen binnenpot (of schep het over in een schone plastic container met deksel). De wei zou zich in die tijd enigszins moeten scheiden.
5. Doe het dan in een steriele zakdoek, en hang deze boven een kom. Dan 24 uur in de koelkast om de wei er uit te laten vloeien.
6. Breng de mascarpone over naar een kleinere luchtdichte container, bewaar in de koelkast, gebruik binnen een week of twee.

## Opmerkingen
- Er gaat een verhaal rond dat mascarpone oorspronkelijk met citroensap werd gemaakt. Of dit waar is of niet, is niet bekend. Er is berekend dat ¼ theelepeltje wijnsteenzuur aan ongeveer 2 eetlepels (30 ml) citroensap gelijk staat.
- Wijnsteenzuur is al sinds de Romeinen bekend en komt in grote hoeveelheden voor in wijn.[2]